# Louise de Montmorency
Louise de Montmorency (1496 – 1547) è stata una nobildonna e mecenate francese, dama d'onore della regina di Francia dal 1530 al 1535.

## Biografia
Quarta figlia di Guillaume de Montmorency e Anne Pot, Louise nacque intorno al 1496, sorella minore di Anne de Montmorency.
Nel 1530 fu nominata première dame d'honneur di Eleonora d'Asburgo, svolgendone le funzioni fino al 1535.
Fu una prolifica e generosa mecenate e diede un importante contributo alla diffusione del calvinismo nell Francia del XVI secolo.

## Discendenza
Nel 1511 sposò Ferri de Mailly e, prima di rimanere vedova nel 1513, ebbe una figlia, Madeleine.
Il 1º dicembre 1514 si risposò Gaspard de Coligny a Parigi. Dal matrimonio nacquero cinque figli:
- Maddalena, andata sposa a Charles de Roye;
- Pietro (1515 – 1534), signore di Châtillon;
- Odet (1517 – 1571), arcivescovo di Tolosa,  e cardinale, più noto come cardinale di Châtillon;
- Gaspard II de Coligny (1519 – 1572), ammiraglio di Francia e comandante militare degli ugonotti;
- Francesco (1521 – 1569), colonnello generale di fanteria e comandante militare ugonotto.